# Rafael Vara
Rafael Vara Cuervo (Madrid, 1936 - Colmenar Viejo, 17 de julio de 1989) fue un caricaturista y director de cine de animación español, conocido sobre todo por dirigir las primeras adaptaciones cinematográficas de Mortadelo y Filemón basadas en los cómics de Francisco Ibáñez.
Dirigió los cortometrajes de Mortadelo y Filemón, realizados entre 1966 y 1971.

## Biografía
Rafael Vara Cuervo, hijo de Amable Vara y de Rueda y de Carmen Cuervo de Vara, nació en el año 1936 en Madrid. Se casó con Rosa María Carrascal Lodos en junio de 1964, con quien tuvo dos hijos: Rosa María y Rafael Vara Carrascal.
Comenzó su carrera artística como caricaturista en revistas tales como Teresa, Dígame y Bazar. 
En 1959 decidió fundar los Estudios Vara dedicándose a la realización de documentales y películas publicitarias, tanto animadas como a imagen real, hasta que en 1965 contrató a Amaro Carretero para realizar trabajos de animación, y este le sugirió realizar un cortometraje basado en los personajes de Francisco Ibáñez, Vara aceptó y llegó a un acuerdo con la Editorial Bruguera, quien poseía los derechos de la obra para obtener la exclusiva, tras esto, Carretero realizó un corto titulado Mortadelo y Filemón, agencia de información (nombre que tenía la historieta en aquel momento). El corto conseguiría el premio Platero de Plata en el Festival de Cine de Gijón, que haría que se presentase al año siguiente otro corto en el mismo festival llamado Carioco y su invención que se alzaría también con el premio. Tras el éxito de los dos cortometrajes, Rafael Vara creó, en ese mismo año, la empresa Dacor que se encargaría de la realización de los cortometrajes hasta 1970, uno de ellos Un marciano de rondón volvería a alzarse con el premio. Se realizó, por temas económicos, una unión de todos con el objetivo de ser presentados a la televisión, pero esta exigía un número de episodios que los estudios, con los medios limitados de que disponían, no eran capaces de alcanzar, por lo que se decidió unir los cortos en tres largometrajes: Festival de Mortadelo y Filemón (1969), Segundo festival de Mortadelo y Filemón (1970) y El armario del tiempo (1971). Los proyectos tuvieron bastante éxito entre el público infantil, llegando incluso a realizarse un libro con fotogramas de la película y otro inspirado en el guion de la misma, además de ser estrenado en otros países, como en México en 1982. A pesar de ello, no fue bien vista por el autor de la historieta, al igual que algunos ensayistas tales como Miguel Fernández Soto o José María Candel Crespo, que critican el guion y la simpleza de su animación. También realizó un comercial para la marca Mirinda con los personajes como protagonistas en 1974.
Tras este trabajo se retiró, no sabiéndose nada sobre él hasta su muerte, acaecida el 17 de julio de 1989.

## Filmografía
- Festival de Mortadelo y Filemón - 1969
- Segundo Festival de Mortadelo y Filemón 1970
- El armario del tiempo - 1971